# Luerella
Luerella é um género botânico pertencente à família das orquídeas (Orchidaceae).